# Nory Morgan
Nory Morgan, pseudonimo di Aldina Tasso (26 giugno 1921 – 23 novembre 2006), è stata una cantante e attrice teatrale italiana che ha lavorato come soubrette nel teatro di rivista e nell'avanspettacolo.

## Biografia
Nata come Aldina Tasso, Nory Morgan inizia la sua carriera giovanissima vincendo un concorso di canto, per passare subito al ruolo più impegnativo di soubrette. Agli esordi, in quest'ultima veste, lavora nelle Compagnie di Fanfulla, Gino Bramieri, Nuto Navarrini (in ditta con Vera Rol), di Tino Scotti, del dinamico Walter Chiari ("Gildo",1951) e Ugo Tognazzi, e negli anni cinquanta con Erminio Macario, che la vuole anche a Parigi in Votate per Venere (1952). Significativo per la sua vita artistica è l'incontro con il comico piemontese Mario Ferrero, con il quale stabilisce un sodalizio molto amato dal pubblico, prima al Teatro Romano e, successivamente, per otto stagioni consecutive, al Teatro Maffei di Torino (Compagnia Grandi Spettacoli "Bataclan").
Nel 2000 torna a esibirsi al Teatro Carignano di Torino nel corso di uno spettacolo commemorativo di Macario.
Nory Morgan muore il 23 novembre del 2006, all'Ospedale Valdese di Torino, ed è sepolta nel Cimitero monumentale di Torino, nel Tempio Crematorio.